# Zygmunt Richter
Zygmunt Richter (ur. 25 marca 1849 w Sławucie, gubernia wołyńska, zm. 13 lipca 1921 w Łodzi) – polski przemysłowiec, pracujący w łódzkim przemyśle włókienniczym.

## Życiorys
Był synem Józefa i Julianny z Sieberów. Uczył się w szkole w Łodzi, następnie odbył praktykę zawodową w Czeskiej Lipie. Po powrocie do Łodzi podjął pracę w zarządzie fabryki ojca. W 1879 z pomocą ojca uruchomił własną przędzalnię wełny i wykańczalnię (przy ul. Radwańskiej) oraz skład (przy ul. Cegielnianej). Fabryka zatrudniała ponad 200 robotników, a jej wartość rocznego obrotu przed I wojną światową wynosiła około 600 tysięcy rubli. Wojna znacznie ograniczyła produkcję przedsiębiorstwa.
Był m.in. członkiem Rady Nadzorczej w Towarzystwie Kolei Elektrycznej Łódzkiej (tramwaje miejskie), I wiceprezesem w Związku Przemysłowców miasta Łodzi (1909), członkiem Komitetu Obywatelskiego w Łodzi podczas I wojny światowej.
Od 1879 był żonaty z Emilią Matyldą z Kleistów (ur. 1860, córką kupca), miał troje dzieci – Gustawa (ur. 1886, zm. 1900), Alfreda (ur. 1897) i Helenę Zofię (ur. 1889). Syn Alfred kontynuował działalność przemysłową ojca. Wnuczka Zygmunta Richtera – Wiera Richterówna, była w okresie międzywojennym jedną z najbardziej utytułowanych tenisistek (9-krotna mistrzyni Polski w tenisie ziemnym).
Spoczywa w części katolickiej na Starym Cmentarzu Katolickim w Łodzi przy ul. Ogrodowej.